# Neige Sinno
Neige Sinno (Vars, 22 maggio 1977) è una scrittrice, traduttrice e critica letteraria francese.

## Biografia

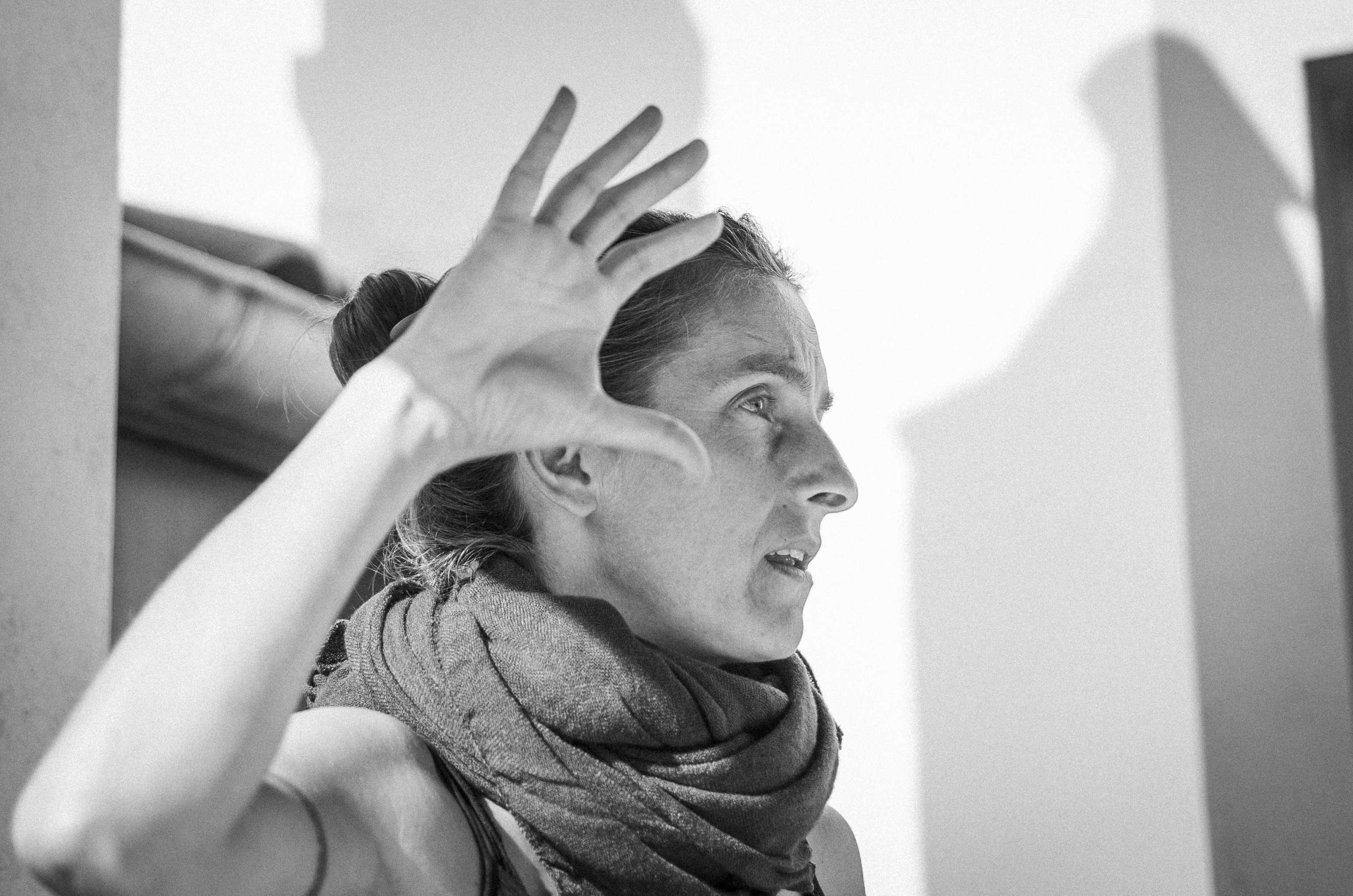
Neige Sinno (fotografia del 2021)

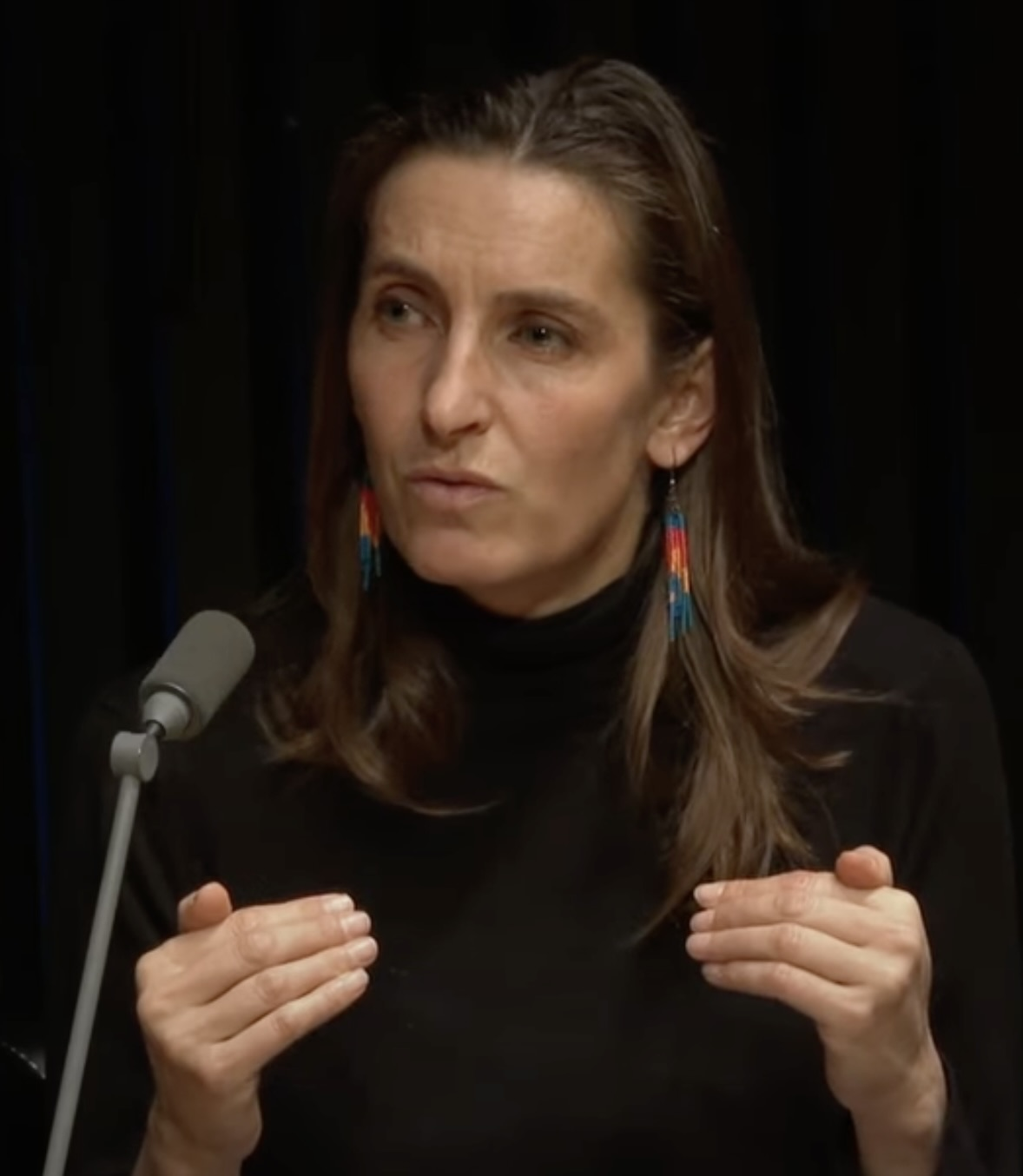
Neige Sinno (fotografia del 2023)

Neige Sinno è di origini libanesi da parte di padre. Ha trascorso un'adolescenza infelice in una piccola località delle Alpi francesi. Ha terminato gli studi universitari presso l'Université de Provence Aix-Marseille I discutendo nel 2005 una tesi di dottorato sull'approccio narrativo di Raymond Carver, Richard Ford e Tobias Wolff. Ha proseguito gli studi negli Stati Uniti e in Messico, quindi ha lavorato come traduttrice e ha svolto attività di docenza. Dal 2006 Neige Sinno vive in Messico e insegna letteratura interculturale presso la Escuela Nacional de Estudios Superiores di Morelia.
Ha esordito nella narrativa nel 2007 con la raccolta di racconti La vie des rats, a cui hanno fatto seguito nel 2018 il romanzo Le camion e nel 2023 il memoir Triste tigre in cui affronta il tema dell'abuso sessuali sui minori. Quet'ultima opera le ha dato grande notorietà e ha ottenuto vari premi letterari fra cui il Prix Goncourt des lycéens, il Prix littéraire du Monde, il Femina e il premio Strega europeo.

## Opere

### Narrativa
- (FR) La vie des rats, La Tangente, 2007, ISBN 2-9527118-1-X.
- (FR) Le camion, Christophe Lucquin, 2018, ISBN 978-2-36626-125-7.
- (FR) Triste Tigre, Parisi, POL, 2023, ISBN 978-2-8180-5826-8.
  -  Triste tigre, traduzione di Luciana Cisbani, Vicenza, Neri Pozza, 2024, ISBN 978-88-545-2965-6.

### Saggistica
- (FR) Tesi, 2005, L'écriture de l'inquiétude dans les nouvelles de Raymond Carver, Richard Ford et Tobias Wolff, collana Thèse à la carte, Paris, ANRT, 2005, ISBN 9782729568382.
- (ES) Lectores entre líneas Roberto Bolaño, Ricardo Piglia y Sergio Pitol, México, Aldus, 2011, ISBN 9786077742524.
- (ES) Neige Sinno, Cuerpo habitado Alteridad, hospitalidad y literatura en El Huésped de Guadalupe Nettel, in Dante Barrientos-Tecun e Anne Reynes-Delobel (a cura di), Écritures dans les Amériques au féminin, Presses universitaires de Provence, 2017, ISBN 978-2-8218-9591-1.